# Östra Mörskär
Östra Mörskär är öar i Åland (Finland). De ligger i Skärgårdshavet eller Norra Östersjön och i kommunen Kökar i landskapet Åland, i den sydvästra delen av landet. Öarna ligger omkring 77 kilometer sydöst om Mariehamn och omkring 210 kilometer väster om Helsingfors.
Arean för den av öarna koordinaterna pekar på är 12,2 hektar och dess största längd är 0,7 kilometer i nord-sydlig riktning. Ön höjer sig omkring 10 meter över havsytan.